# Carl Julius Milde

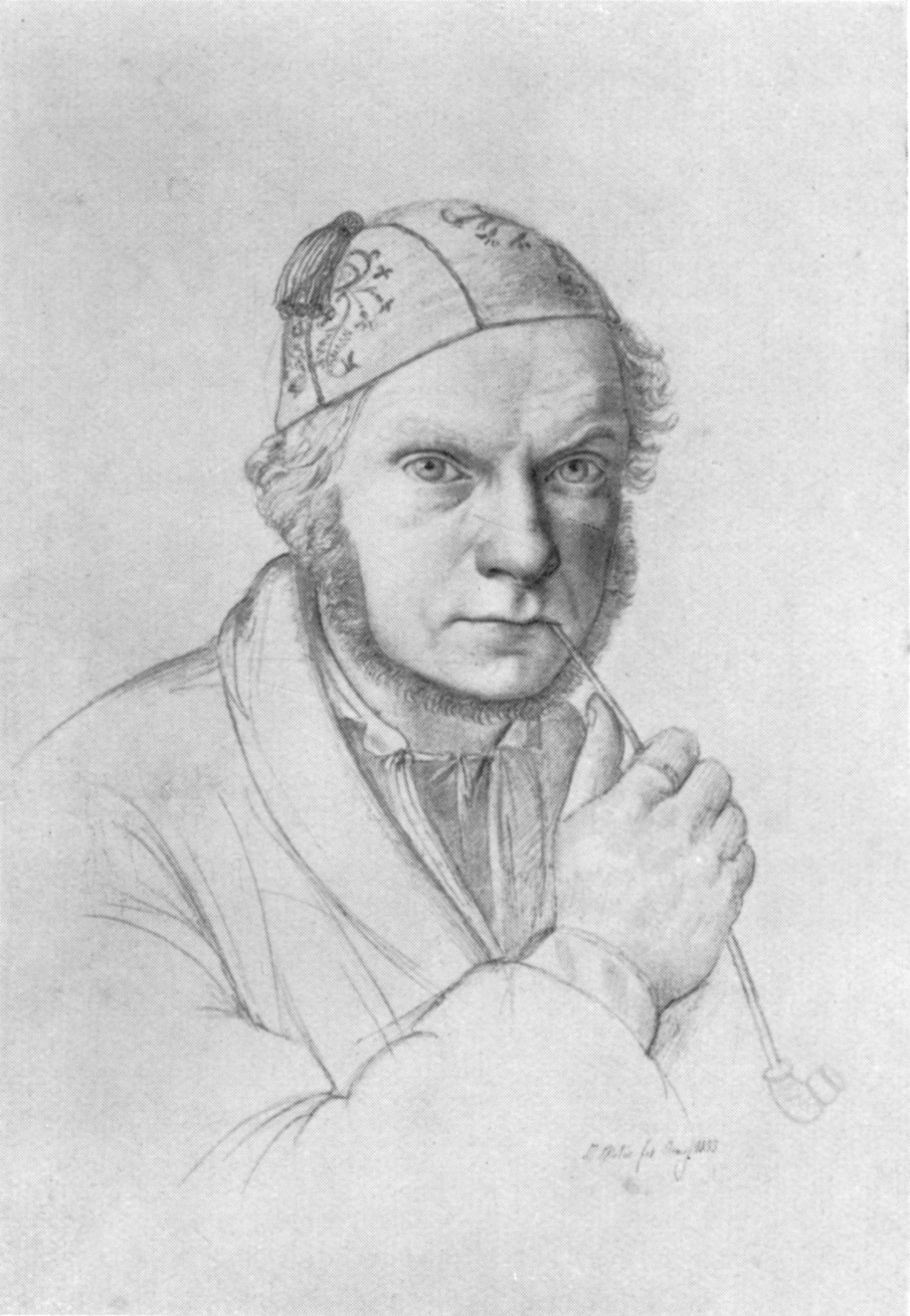
Carl Julius Milde: Selbstbildnis (Bleistiftzeichnung), 1833

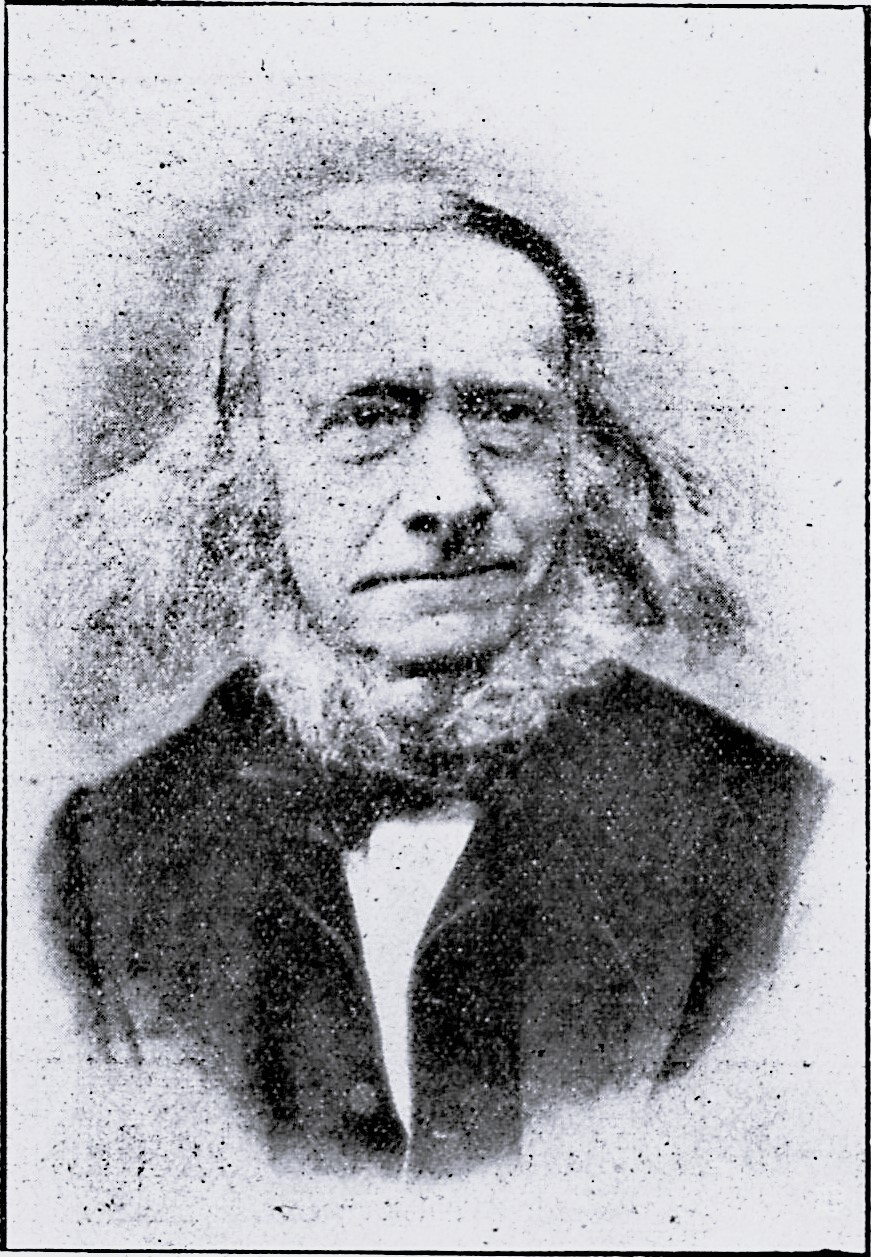
Carl Julius Milde im Alter

Carl Julius Milde (* 16. Februar 1803 in Hamburg; † 19. November 1875 in Lübeck) war ein deutscher Maler und Zeichner. Er wirkte als Maler, medizinischer Illustrator, Konservator und Restaurator sowie als Zeichenlehrer am Katharineum zu Lübeck.

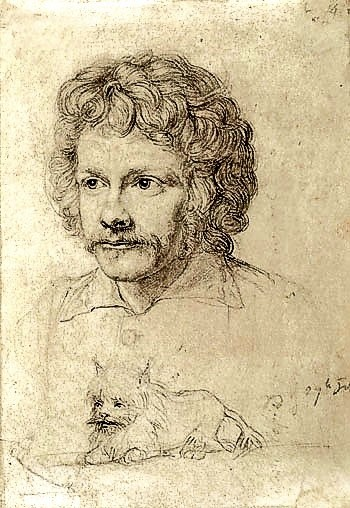
Carl Julius Milde (Porträt von Erwin Speckter)

## Leben
Milde hatte nach dem Kunststudium in Dresden und München sich zunächst der Porträtmalerei zugewandt, nahm aber 1838 eine Stelle als Zeichenlehrer am Lübecker Katharineum an und betätigte sich seitdem in der Hansestadt als Dokumentator. Sein besonderes Interesse auf Grundlage der Ideen des Kunsthistorikers Carl Friedrich von Rumohr galt der Rettung und Wiederherstellung von mittelalterlichen Ausstattungsstücken in Kirchen und der Wiederbelebung der Glasmalerei.
Er barg und sicherte die Kunstschätze des Lübecker Burgklosters und legte so den Grundstock zur heute bedeutenden Sammlung mittelalterlicher Kunst des St.-Annen-Museums. Er restaurierte die Fenster der Burgkirche, die ab 1840 in die Lübecker Marienkirche eingebaut wurden. Bei der Reinigung des Lübecker Totentanzes 1852 fertigte Milde Ansichten an, die 1866 als Lithographien in den Markt gingen.
Milde war Zeitgenosse von Georg Friedrich Lisch und diesem vor allem wegen gleicher Interessen eng verbunden. Beide waren den historischen Wissenschaften besonders zugetan, wobei Milde eine besondere Beziehung zur Sphragistik (Siegelkunde) und Heraldik entwickelte. In Lischs Gesamtverzeichnis der nachgelassenen Schriften und Briefe taucht Mildes Name zwanzigmal auf, was eine engere Beziehung verdeutlicht. Lisch hatte sich über Jahrzehnte des Sachverstandes von Milde bedient.
Milde half Lisch auch mit aufwändigen Recherchen bei 25 von 42 Adelswappen in den Chorfenstern aus der zweiten Hälfte des 15. Jahrhunderts im Zusammenhang mit der Restaurierung der Klosterkirche Dargun 1859–1860. Die Glasmalereien wurden beim Brand der Kirche am 30. April 1945 zerstört.
Lisch vermittelte ihm weitere Aufträge in Mecklenburg. So wurde Milde gebeten, für die Ausgestaltung des Thronsaales im Schweriner Schloss die von Lisch mühsam ermittelten 40 Städte- und Landesteilwappen in die entsprechende heraldische Form zu bringen. Milde schuf daraufhin die Vorlagen, die anschließend vom Schweriner Maler Trilk künstlerisch umgesetzt wurden.

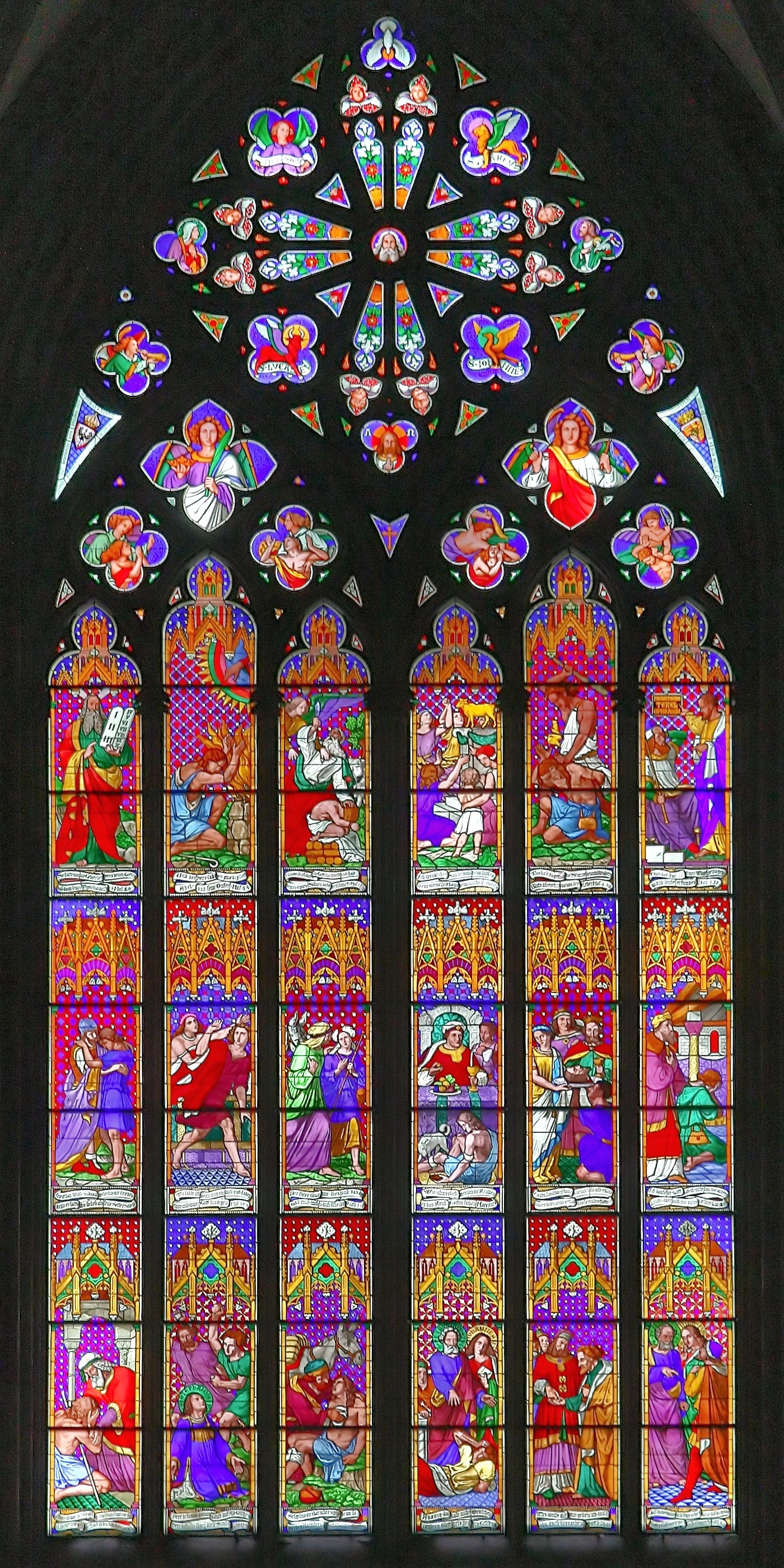
Großes Westfenster im Kölner Dom

Einen festen Platz in der Kunstlandschaft Mecklenburg-Vorpommerns schuf sich Milde ebenfalls durch seine Arbeiten in den Kirchen von Schlemmin und von Semlow. Nach der 1856 restaurierten Semlower Kirche wurde Milde durch den Kirchenpatron Graf Ulrich von Behr-Negendank mit der kompletten Neuausmalung beauftragt. Einbezogen in die von 1861 bis 1863 durchgeführten Arbeiten waren auch die Decke, die Emporen, die Taufe von 1576 und die Glasfenster. Die farbig angelegten Entwurfskatons zu den Fenstern werden heute bei dem Nachlass Mildes im St. Annen-Museum in Lübeck aufbewahrt. In Schlemmin schuf er von 1863 bis 1864 die Wand- und Glasmalereien in der Grabkapelle für den Grafen zu Stollberg. Die Ausführung der Glasmalereifenster erfolgte jeweils durch den Lübecker Glaser Johann Jacob Achelius.
Mildes Arbeiten wurden so gerühmt, dass sich das preußische Kronprinzenpaar Friedrich und Victoria die Semlower Kirche ansah und Milde mit dem Entwurf und der Ausführung des von ihnen gestifteten Westfensters für den Kölner Dom beauftragten. Das Fenster, ein 22 m hohes Glasgemälde, entstand 1865–1870 in der Glaswerkstatt von Johann Jacob Achelius in Lübeck; es wurde 1877, zwei Jahre nach Mildes Tod, eingesetzt. Vor der Bombardierung wurde das Milde-Fenster ausgebaut und eingelagert, nach dem Zweiten Weltkrieg wurde für das Westfenster dann ein anderer Künstler beauftragt. Erst auf Anweisung von Dombaumeister Arnold Wolff hin wurde das Milde-Fenster im Jahre 1993 an seinem alten Ort wieder eingebaut.
Carl Julius Milde gehörte neben Ernst Gillmeister zu den hervorragenden Einzelpersönlichkeiten in der Geschichte der Glasmalerei des 19. Jahrhunderts in Norddeutschland. Er war zudem auch Gründungsmitglied des Hamburger Künstlervereins von 1832. Der Maler Adolf Theodor Franck war sein Neffe.
Milde liegt auf dem Burgtorfriedhof in Lübeck begraben.

## Erinnerung
Nach Milde ist der Mildestieg im Hamburger Stadtteil Barmbek-Nord benannt.
1950 stiftete die Gesellschaft zur Beförderung gemeinnütziger Tätigkeit aus Anlass des 150-jährigen Bestehens der Museen in Lübeck die Carl-Julius-Milde-Medaille, die allerdings nur einmalig an um die Museen verdiente Mitglieder der Gesellschaft verliehen wurde, und zwar an Ludwig Benick, Carl Georg Heise, Johannes Klöcking, Karl Petersen, Ernst Petrick, Hans Saager, Ernst Schermer, Hermann Gustav Stolterfoht, Karl Strunck und Erna Suadicani.

## Werke

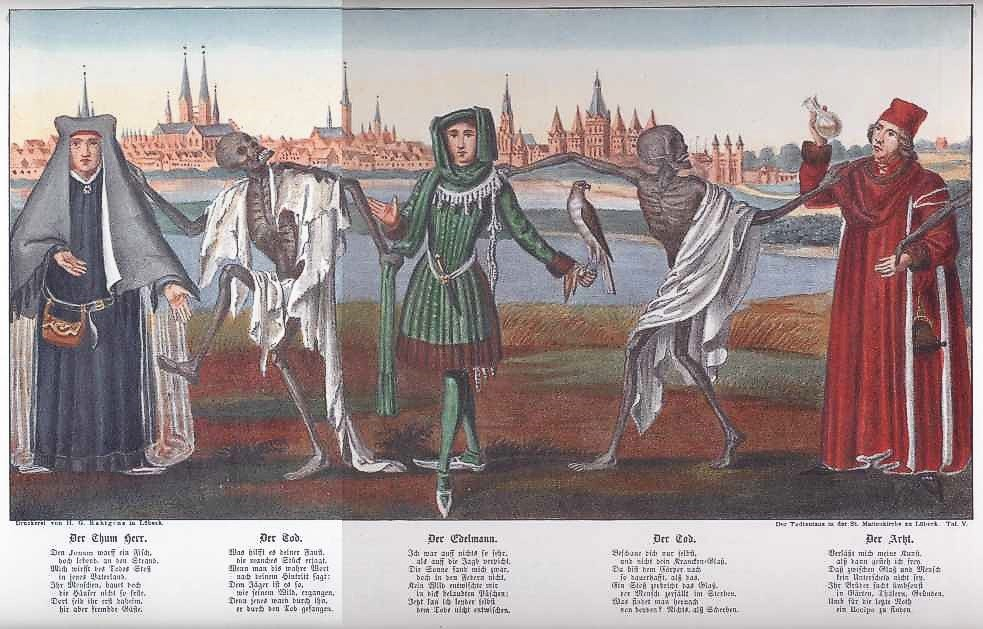
Fragment der Abzeichnung des Totentanzes durch Milde

- Illustrationen zu Gustav Biedermann Günther: Chirurgische Anatomie in Abbildungen.
  - Die chirurgische Muskellehre in Abbildungen. J. A. Meißner, Hamburg 1838.
  - Das Handgelenk in mechanischer, anatomischer und chirurgischer Beziehung. Mit Zeichnungen von Julius Milde. 1841.
  - Die chirurgische Knochenlehre, mit Abbildungen. Meißner, Hamburg 1844.
- Denkmäler bildender Kunst in Lübeck, gezeichnet und herausgegeben von C. J. Milde und begleitet mit erläuterndem historischen Text von Ernst Deecke. Hefte I und II. Selbstverlag, Lübeck 1843–1847.
- Textteil Heft 1, 1843 In Bronce gravirte Grabplatten. Digitalisat, Österreichische Nationalbibliothek
- Textteil Heft 2, 1847 Glasmalereien und Ziegelfussböden. Digitalisat, Österreichische Nationalbibliothek
- Lübecker ABC. 26 Radierungen, gezeichnet und herausgegeben von C. J. Milde, radiert von E. Bollmann. Selbstverlag, Lübeck 1857, (Digitalisat, 2. Auflage Grautoff, 1873; 3. Auflage B. Nöhring, 1926).
- Der Todtentanz in der Marienkirche zu Lübeck. Gezeichnet von C. J. Milde und mit Text von Wilhelm Mantels. Lübeck 1866.
- Aus Lübecks alten Tagen. von C. J. Milde, Verlag Bernhard Nöhring, Lübeck 1908. (Das Werk ist inhaltlich in neuer Ausstattung das 1857 erschienene Lübecker ABC. Es wurde in späteren Auflagen um Anekdoten von Otto Anthes ergänzt.)

## Ausstellungen (Auswahl)
- 1987: Das Schöne soll man schätzen. Carl Julius Milde, Lübecks erster Denkmalpfleger, zeichnet nach mittelalterlicher Kunst. Museum für Kunst und Kulturgeschichte der Hansestadt Lübeck
- 2019: Hamburger Schule – Das 19. Jahrhundert neu entdeckt (12. April bis 14. Juli), Hamburger Kunsthalle
- 2019: Irr-Real – Carl Julius Milde, das Porträt und die Psychiatrie, Museum Behnhaus Drägerhaus, Lübeck